# 浪花酒店
浪花酒店（The Breakers Hotel）是美国佛罗里达州棕榈滩的一座历史悠久的酒店，1896年1月16日开业，创建者为石油、房地产和铁路大亨亨利·弗拉格勒，为招待他的 佛罗里达州东海岸铁路的旅客而建。浪花酒店位于他于1894年在沃思湖畔开设的皇家凤凰木大酒店（Royal Poinciana Hotel）的庭院的海滨部分。酒店最初名为“棕榈滩客栈”（The Palm Beach Inn），由于客人们开始要求房间“位于浪花之上”，弗拉格勒于1901年改名为浪花酒店。木质酒店在1903年6月9日烧毁，重建后，1904年2月1日开放。开始时客房为每晚4.00美元，其中包括一日三餐。院内有一个9洞的高尔夫球场。
1973年，浪花酒店列入国家史迹名录2012年4月18日，美国建筑师学会将其列为佛罗里达建筑的第七名。